# Conservatoire botanique de Nouvelle-Calédonie
Le Conservatoire botanique de Nouvelle-Calédonie a pour but d'étudier et de préserver la flore et les habitats naturels de Nouvelle Calédonie.
Une mission de préfiguration a été mise en place en Nouvelle-Calédonie pour consolider le périmètre du Conservatoire botanique de Nouvelle Calédonie et pour animer des plans de conservation des espèces rares et menacées et de leurs habitats naturels. En 2023 cette mission a été rattachée à l'Institut Agronomique Calédonien, qui héberge aujourd'hui le Conservatoire Botanique de Nouvelle Calédonie sous sa forme de préfiguration.
En étroite collaboration avec les collectivités et les acteurs locaux l'objectif de la mission est d'ajuster le dimensionnement de cette structure, d’en définir la feuille de route de façon concertée et de sécuriser des financements pérennes pour son fonctionnement et ses actions.
Actuellement le Conservatoire Botanique de Nouvelle Calédonie est en capacité d'animer les plans de conservation des espèces rares et menacées, élaborer des stratégies et établir tout partenariats et projets contribuant à la connaissance et à la sauvegarde de la flore, de la fonge et des habitats naturels.
La mission de préfiguration est pilotée par un comité de suivi composé de représentants de l'Etat, l'Office Français de la Biodiversité, la province des Îles, la province Nord, la province Sud, l'Institut Agronomique Calédonien et l'association Endemia.

## Missions du CBC[2]
- Développer la connaissance sur la flore, la fonge et les habitats naturels
- Gérer la diffusion et valorisation de données sur la flore, la fonge et les habitats.
- Contribuer à la gestion conservatoire de la flore, de la fonge, des ressources phytogénétiques sauvages, des habitats et des espaces, et à la restauration écologique.
- Appuyer l'élaboration et la mise en œuvre des politiques publiques et de la réglementation.
- Développer et gérer les outils de vulgarisation, d'information, de sensibilisation, et de mobilisation citoyenne et des acteurs socio-professionnels

## Historique
En 2017 une mission d’étude a été confiée à la Fédération des conservatoires botaniques nationaux, qui a mandaté un expert en Nouvelle Calédonie. L'expert a rencontré 69 interlocuteurs, relevant de 38 structures (institutionnelles, associatives, recherche, mines) afin de rédiger une étude de faisabilité dans la perspective de la création d'un Conservatoire Botanique en Nouvelle Calédonie.
Entre 2009 et 2016 un groupe de travail informel est créé, comprenant des membres provenant des services techniques de l'environnement des différentes collectivités, des parcs naturels, des botanistes amateurs, des professionnels de l'horticulture, des agents des instituts de recherche et des agents des services environnement des entreprises minières, entre autres spécialistes, qui se réunirent pour réfléchir aux stratégies et actions pour la sauvegarde des espèces rares et menacées de Nouvelle Calédonie.
En 2006, une structure associative du même nom a été créée mais n'a jamais été fonctionnelle.

## Enjeux
Dans le contexte mondial de la sixième crise d’extinction massive des espèces (Ceballos et al. 2015), la Nouvelle-Calédonie occupe une place de premier plan, en dépit de la surface limitée qu’elle représente à l’échelle mondiale. La Nouvelle-Calédonie se doit donc de prendre en compte les connaissances acquises et de limiter au maximum l’impact sur les milieux afin de conserver les espèces les plus rares et menacées mais également les habitats ainsi que les processus évolutifs ayant conduit à son originalité floristique et son fort taux de (micro-)endémisme (Wulff et al. 2013; Munzinger et al. 2022).
Le réseau d’aires protégées en Nouvelle-Calédonie ne couvre qu’une petite partie de la flore menacée, seules 28 % des espèces catégorisées CR ou EN sont incluses dans un espace bénéficiant d’un statut réglementaire de protection.
Parmi toutes les espèces en danger, seules 17 % d’entre elles ont bénéficié de mesures visant à leur conservation (collecte et constitution de banques de graines, essais de multiplication, mesures de gestion de l’habitat naturel). Il apparait urgent de renforcer les mesures de conservation pour préserver cette biodiversité unique.
Selon les critères IUCN, les dernières évaluation de la flore de Nouvelle Calédonie mettent en évidence qu'il y aurait 9 espèces végétales considérées éteintes (EX), 203 espèces en danger critique d'extinction (CR), 316 espèces en danger (EN), 229 espèces vulnérables (VU), 123 espèces quasi menacées (NT), 408 espèces au statut de préoccupation mineure (LC) et 126 espèces avec des données insuffisantes pour l'évaluation.
Au total il existe 3400 espèces végétales en Nouvelle Calédonie, avec un taux d'endémisme autour de 76 %.